# 六ヶ所高レベル放射性廃棄物貯蔵管理センター
六ヶ所高レベル放射性廃棄物貯蔵管理センター（ろっかしょこうレベルほうしゃせいはいきぶつちょぞうかんりセンター）は日本原燃が運営する青森県上北郡六ヶ所村にある高レベル放射性廃棄物を封入したガラス固化体の一時冷却・保管施設である。

## 概要
1992年に廃棄物管理事業許可がおり着工し、1995年に操業を開始した。
使用済み核燃料の再処理に伴い発生した高レベル放射性廃棄物は、濃縮されガラスに融解させステンレス製（肉厚約5mm）のキャニスター（直径約43cm、高さ約134cm、容量170リットル）の中で固化させる。これをガラス固化体という。容器であるステンレス製キャニスターの肉厚約5mmは、貯蔵期間中の腐食を考慮し余裕を持たせている。ガラス固化体（正味体積150リットル、正味重量約400kg）の発熱量は、平均2.0kW（最大2.5kW）であり、地層処分の前工程として30~50年間の冷却が必要とされ、当施設はその為の一時保管施設である。
同センターは2880本（経済産業省の資料では1440本）の貯蔵容量を持っている
。

## 放射線遮蔽
一本のガラス固化体は平均4x1015ベクレル（最大45x1015ベクレル）の放射能を有しており、検査・貯蔵区域（受入建屋は除く）は厚さ1.5~2メートルのコンクリートの壁で囲まれ放射線を遮蔽している。ほぼ保管期間に相当する50年間で放射能は半減し2x1015~23x1015ベクレルになると推定されている。

## 作業工程
以下の工程は遠隔操作にて実施される。
- 受入

専用車両によるガラス固化体入りのキャスク（輸送容器）の「一時保管区域」への搬入。
- 開封・抜き出し

キャスクを「輸送容器検査室」へ移動、キャスク内の放射能測定後、「ガラス固化体抜き出し室」へ移動、開封しガラス固化体を抜き出し「仮置き場」へ出す。空キャスクは検査後「容器一時保管区域」へ移動。
　
- 検査

ガラス固化体は「一時保管区域」から取出し「検査室」にて7項目（1,外観検査、2,発熱量測定、3,寸法測定、4,重量測定、5,閉じ込め検査、6,表面汚染検査、7,放射能量測定）の検査/測定。
- 収納

検査後のガラス固化体を「貯蔵ピット」へ収納。30~50年間の冷却保管後に最終処分である地層処分施設（未定）へ搬出。